# Tom Launhardt
Thomas Otto Launhardt (* 4. März 1963 in Wehrda; † 10. Juni 2016 in Braunfels) war ein deutscher Gitarrenbauer (eigentlich Meister für das Zupfinstrumentenmacher-Handwerk) und öffentlich bestellter und vereidigter Sachverständiger für das Zupfinstrumentenmacher-Handwerk.

## Leben
Seine Ausbildung absolvierte Tom Launhardt bei dem deutschen Traditionshersteller Dieter Hopf, wo er bereits als Lehrling Instrumente von Sebastião Tapajós und Baden Powell de Aquino reparierte. Seine eigene, mittelständische Firma, Launhardt Gitarrenatelier und Meisterwerkstatt, betrieb er seit 1993 zunächst in Wetzlar, seit 2010 im nahegelegenen Ehringshausen, seit 2015 in Leun.
Die Besonderheit der Launhardt-Instrumente ist, dass sie in sämtlichen Musikgenres auf große Anerkennung stoßen. Zu seinen bekanntesten Kunden gehören unter anderem Ferenc Snétberger, Michael Sagmeister, Simon Triebel (Juli), Paul Landers (Rammstein), Alex Conti, TM Stevens, Ole Rausch (Laith Al-Deen), Frieder Gottwald, Sascha Gerstner (Helloween), Ralf Oehmichen (De-Phazz), Jonas Hellborg, Katharina Franck (Rainbirds), Jens Hausmann u. v. m.
Seit 2006 gibt es zusätzlich eine von Launhardt und dem deutschen Verstärkerhersteller AER initiierte Serie von Gitarrenklassikern aus koreanischer Herstellung. Kleinserien und Spezialanfertigungen baute er unter anderem für die Marken Dean-Guitars und Hoyer (Gitarren).
Tom Launhardt war autorisierter „Retrofitter“ für das von Buzz Feiten entwickelte Stimmsystem, das eine Art wohltemperierte Stimmung auf Gitarren und Bassgitarren überträgt. Aufgrund seines umfassenden Wissens um die Kunst des Gitarrenbaus wurde er immer wieder z. B. für Fachbücher konsultiert.
Auf der Musikmesse in Frankfurt wurde ihm 2011 in der Kategorie "Archtop-Gitarre mit Tonabnehmer" für sein Modell FS-2 der Deutsche Musikinstrumentenpreis verliehen.
Nachdem er diesen Preis erhalten hatte, wurde er in die Jury dieses Preises eingeladen und hat alle zwei Jahre sein Fachwissen dort mit eingebracht.
Im Jahr 2012 wurde er zudem vom Bundesinstitut für Berufsbildung in Bonn in ein Gremium einberufen, das eine Neuordnung für die Ausbildung als Zupfinstrumentenmacher erarbeitet hat. Nach erfolgreicher Durchsetzung dieser Verordnung hat er auch maßgeblich an der Neuverordnung für die Zupfinstrumentenmachermeister mit gearbeitet.
Im Jahre 2016 ist Tom Launhardt an Krebs verstorben.